# Kostrevnica
Kostrevnica je naselje v Občini Zagorje ob Savi.